# Gran robatori a Manhattan
Gran robatori a Manhattan (títol original: The Anderson Tapes) és una pel·lícula policíaca de 1971 dirigida per Sidney Lumet i protagonitzada per Sean Connery, Martin Balsam i Dyan Cannon. El guió és de Frank Pierson, basat en una novel·la del mateix nom de Lawrence Sanders. Aquesta pel·lícula ha estat doblada al català.
Era la primera pel·lícula de l'actor Christopher Walken, que surt com El nen
Girant al voltant d'un atrevit robatori, la pel·lícula tracta el tema de la videovigilància en els temps moderns, així com la manca de coordinació entre agències governamentals.

## Argument
El lladre John Duke Anderson és alliberat després de deu anys a la presó. Reprèn la seva relació amb la seva xicota, Ingrid, que viu en un bloc d'apartaments de classe alta a Nova York i Anderson, gairebé instantàniament, decideix robar sistemàticament cadascun dels pisos de l'edifici. Per fer-ho crida els millors lladres de Nova York, especialistes en obres d'art, incloent-hi un vell borratxo, Pop, que Anderson va conèixer a la presó. El que Duke no sap és que cada detall que planteja és captat per mitjans d'espionatge.

## Al voltant de la pel·lícula
L'actuació de Sean Connery com l'amable criminal Duke Anderson va ser instrumental en la seva ruptura del paper de James Bond.
La pel·lícula era també prescient en el seu focus en la perversitat de vigilància electrònica, des de càmeres de seguretat en llocs públics fins a més mètodes discrets i clandestins. Aquest tema es convertiria en un tema a la pel·lícula Watergate scandal uns quants anys més tard.
Connery, Balsam i Lumet s'havien de reunir una altra vegada per l'Assassinat a l'Orient Express . Connery havia treballat prèviament amb el director a The Hill i els reuniria una altra vegada molts anys més tard a Family Business, coprotagonitzada amb Dustin Hoffman i Matthew Broderick. Balsam havia estat un dels Dotze homes sense pietat de Lumet.

## Repartiment
- Sean Connery - John Anderson
- Dyan Cannon - Ingrid
- Martin Balsam - Tommy Haskins
- Ralph Meeker - Capità Delaney
- Alan King - Pat Angelo
- Christopher Walken - el nen
- Val Avery - Socks Parelli
- Stan Gottlieb - Pop
- Garrett Morris – Sergent de Policia.